# Froukje
Froukje Veenstra (* 4. září 2001), vystupující pod mononymem Froukje, je nizozemská zpěvačka a písničkářka z Nieuwkoopu v Jižním Holandsku.

## Raný život
Froukje Veenstra se narodila v Nieuwkoop do rodiny učitelů, pro které hudba vždy hrála ústřední roli. Se svým otcem a sestrou hrála v kapele Ginger Squad a později v dalších kapelách, včetně Chicks & Wings. V šestnácti letech se přestěhovala do Rotterdamu studovat tamní hudební konzervatoř Codarts. Její studia narušila pandemie covidu-19, což pro ni znamenalo i nemožnost vystoupit před publikem.

## Kariéra
Debutovala na začátku roku 2020 písní „Groter Dan Ik“, protestsongem o klimatické krizi. Píseň za necelý rok získala přes 1,7 milionu poslechů. Její druhá píseň „Ik wil dansen“, vydaná později téhož roku, se umístila v nizozemském žebříčku Single Top 100. V lednu 2021 vyšlo její první EP Licht en donker. Umístilo se na druhém místě v nizozemském žebříčku Album Top 100.
V roce 2022 vyšlo její druhé EP Uitzinnig. To léto vystoupila na několika velkých regionálních festivalech: Pinkpop, Pukkelpop, Lowlands, Best Kept Secret a Concert at Sea. Tři její písně se na konci roku 2022 objevily v nizozemském pořadu Top 2000 přehrávající „nejlepších písně všech dob“. Její píseň „Ik wil dansen“ se umístila na 397. místě. V průběhu roku 2021 byla tato píseň používána jako slogan během protestů za znovuotevření nočního života, který byl omezen kvůli pandemii covidu.
V lednu 2024 vydala své debutové album Noodzakelijk verdriet. Album se ihned dostalo na první místo žebříčku Album Top 100 v Nizozemsku a Vlámsku.

## Hudební styl
Veenstra skládá vlastní hudbu s pomocí notebooku, kytary nebo kláves. Textově ji ovlivnili Maarten van Roozendaal a Theo Nijland. Inspirovali ji také Eefje de Visser, Typhoon a Stromae.

## Osobní život
Veenstra je otevřeně bisexuální. V písni „Niets tussen“ zpívá o své zamilovanosti k ženě.

## Diskografie
Studiová alba
- Noodzakelijk verdriet (2024)

Extended play
- Licht en donker (2021)
- Uitzinnig (2022)